# Wassermühle Neubruchhausen
Die Wassermühle Neubruchhausen, Am Mühlenteich 1 und Nienburger Straße 8, liegt acht Kilometer östlich vom Kernort Bassum-Neubruchhausen. Sie wurde weitgehend im 18. bis 20. Jahrhundert gebaut.
Die Gebäude ist ein Baudenkmal in Bassum.

## Geschichte
Die Gebäudegruppe besteht aus der Mühle, dem Wohnhaus, der Fachwerk- und der Backsteinscheune sowie einem alten Schweinestall.
Um 1250 errichtete Heinrich von Oldenburg-Bruchhausen (auch Heinrich V. genannt) in Neubruchhausen eine Wasserburg. Erstmals wurde 1583 hier eine als baufällig beschriebene Wassermühle erwähnt. Sie war die Amtsmühle des Amtes Neubruchhausen.
Das zweigeschossige Hauptgebäude mit Krüppelwalm- und Satteldächern hat einen Fachwerkteil von 1730, gemäß einer Gravur an der Sandsteinwand. Sie wurde auch als königliche Mühle bezeichnet, da der Landesherr Georg August von Hannover hierzulande zwar "nur" als Herzog und Kurfürst, in Großbritannien aber in Personalunion auch König war.

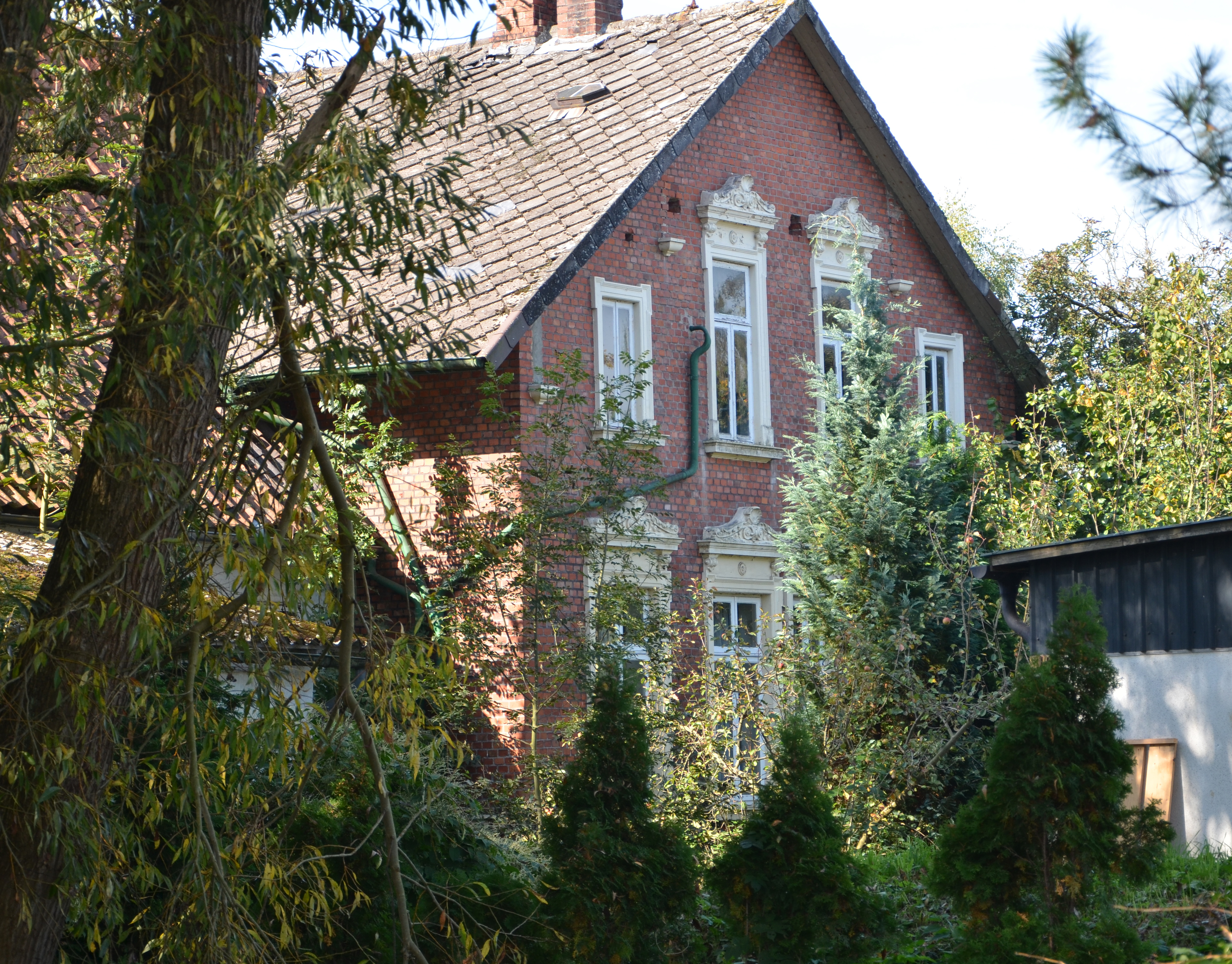
Wohnhaus

Mitte des 19. Jahrhunderts wurde die Mühle verkauft und vom neuen Eigentümer an die Müllerfamilie Hermann Hillmann verpachtet. Der Sohn Heinrich Hillmann kaufte 1863 die Mühle und verkaufte sie 1885 an Heinrich Eilers. Der mit Putzfaschen verzierte Wohnteil stammt aus den 1890er Jahren. Hier ist u. a. der heutige Hotelbereich untergebracht.
Die Fachwerkscheune stammt vermutlich aus dem 19. Jahrhundert und die Backsteinscheune wurde Anfang des 20. Jahrhunderts erbaut. Bis 1930 war die Mühle mit einem Wasserrad ausgestattet, danach mit einer Turbine. Nach 1932 wechselten die Eigentümer. Der Mühlenbetrieb wurde 1974 eingestellt. Schließlich wurden 2015 das Mühlengebäude an einen im selben Jahr zur Sanierung der Mühle gegründeten Verein und die übrigen Gebäude an eine Privatperson verkauft. Von 2016 bis Ende 2019/2020 fanden umfangreiche Umbauten und Sanierungen statt. 2020 wurde der sogar mit einem Saal ausgestattete Hotelbereich eingeweiht.
Das Wasser der Hache wurde in dem früher ca. 4000 m² großen Mühlenteich gestaut. 1981 wurde der Mühlenteich verkleinert. Die leicht verlegte Hache und ihr Nebenarm hatten nun keine Verbindung mehr zum Teich, der seitdem zunehmend verlandete. Die verbliebene alte Hache fließt weiterhin an der Mühle vorbei, hat heute aber nur noch wenig Kraft.

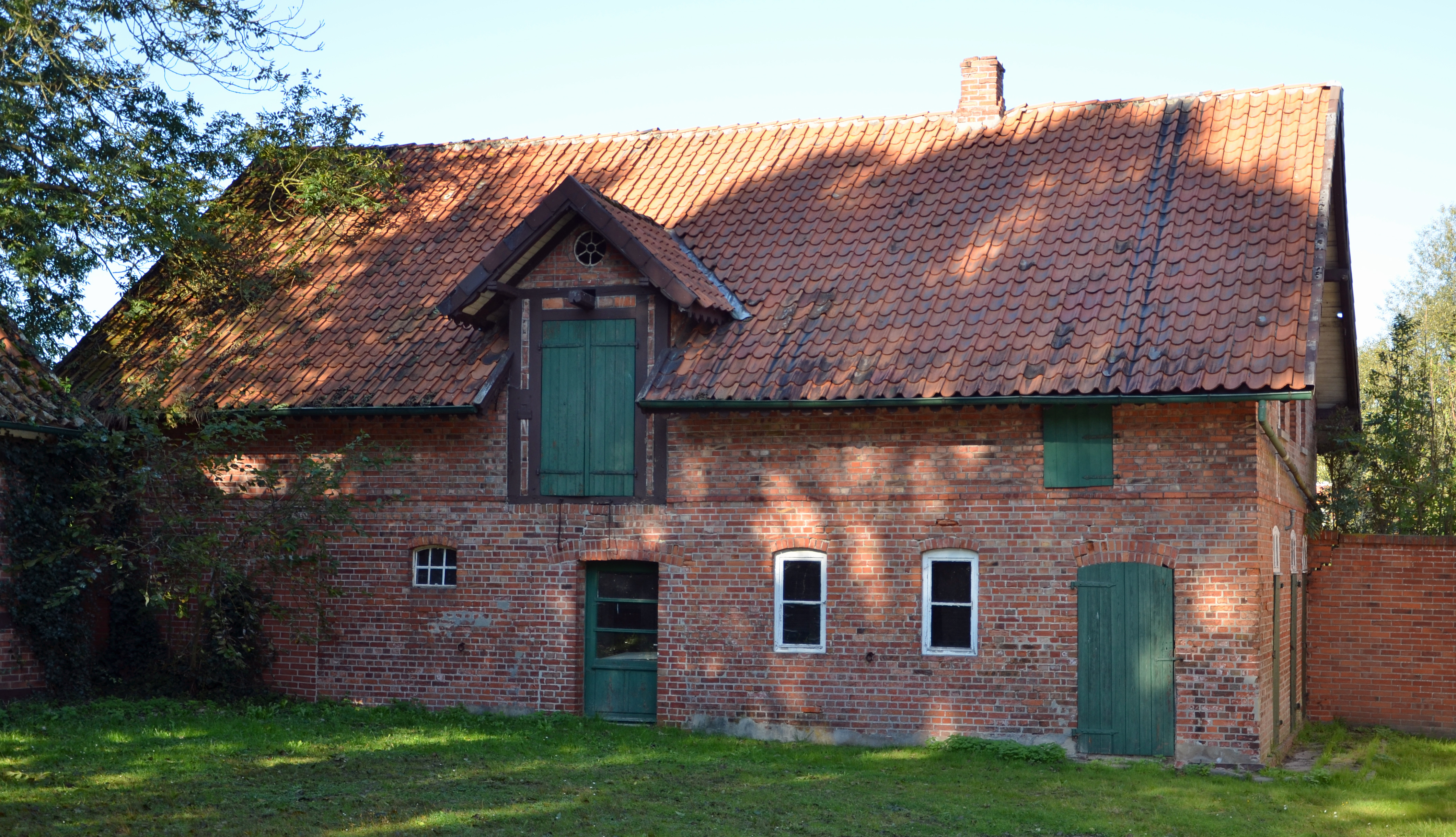
Scheune I, 2011
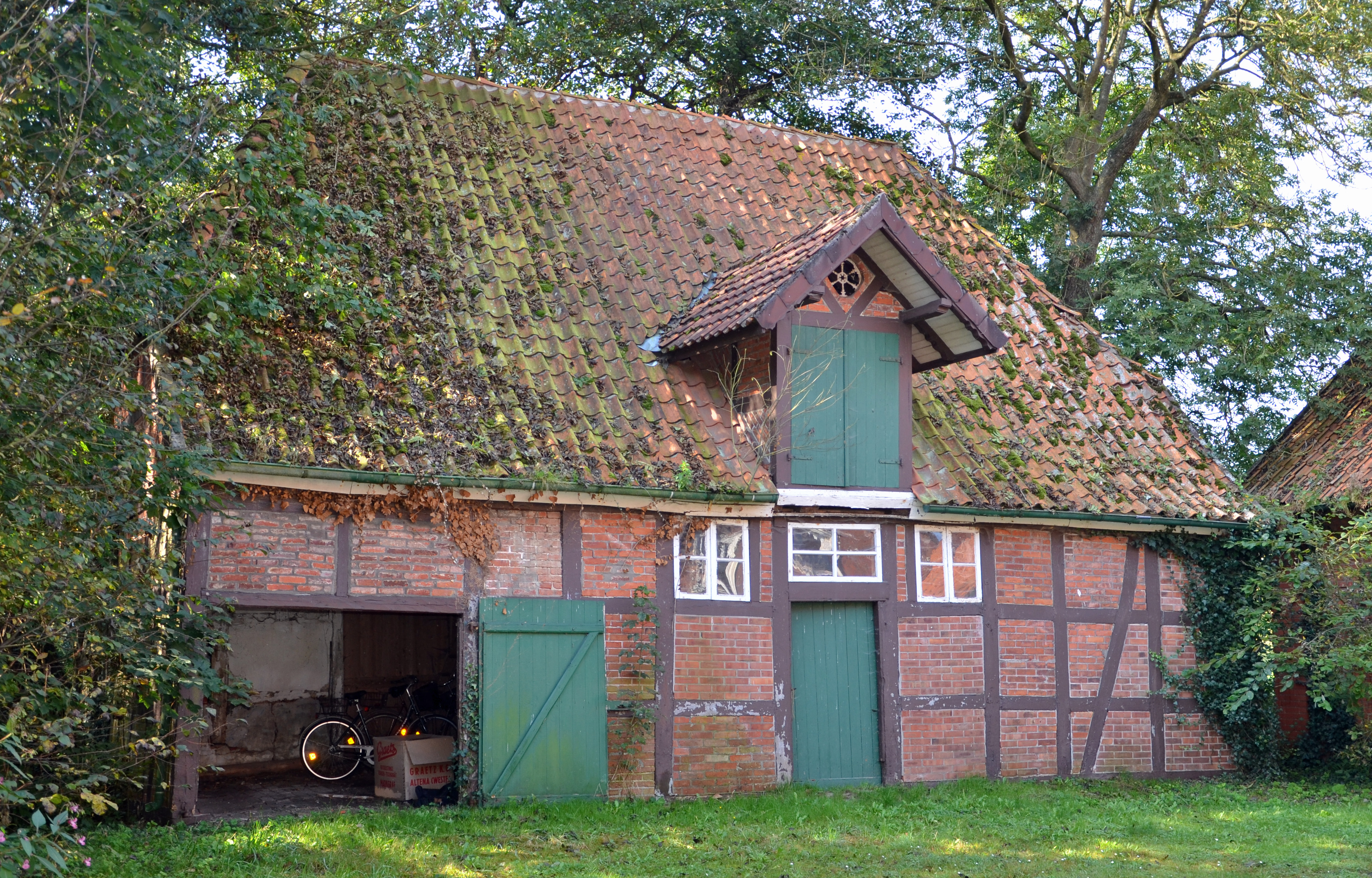
Scheune II, 2011
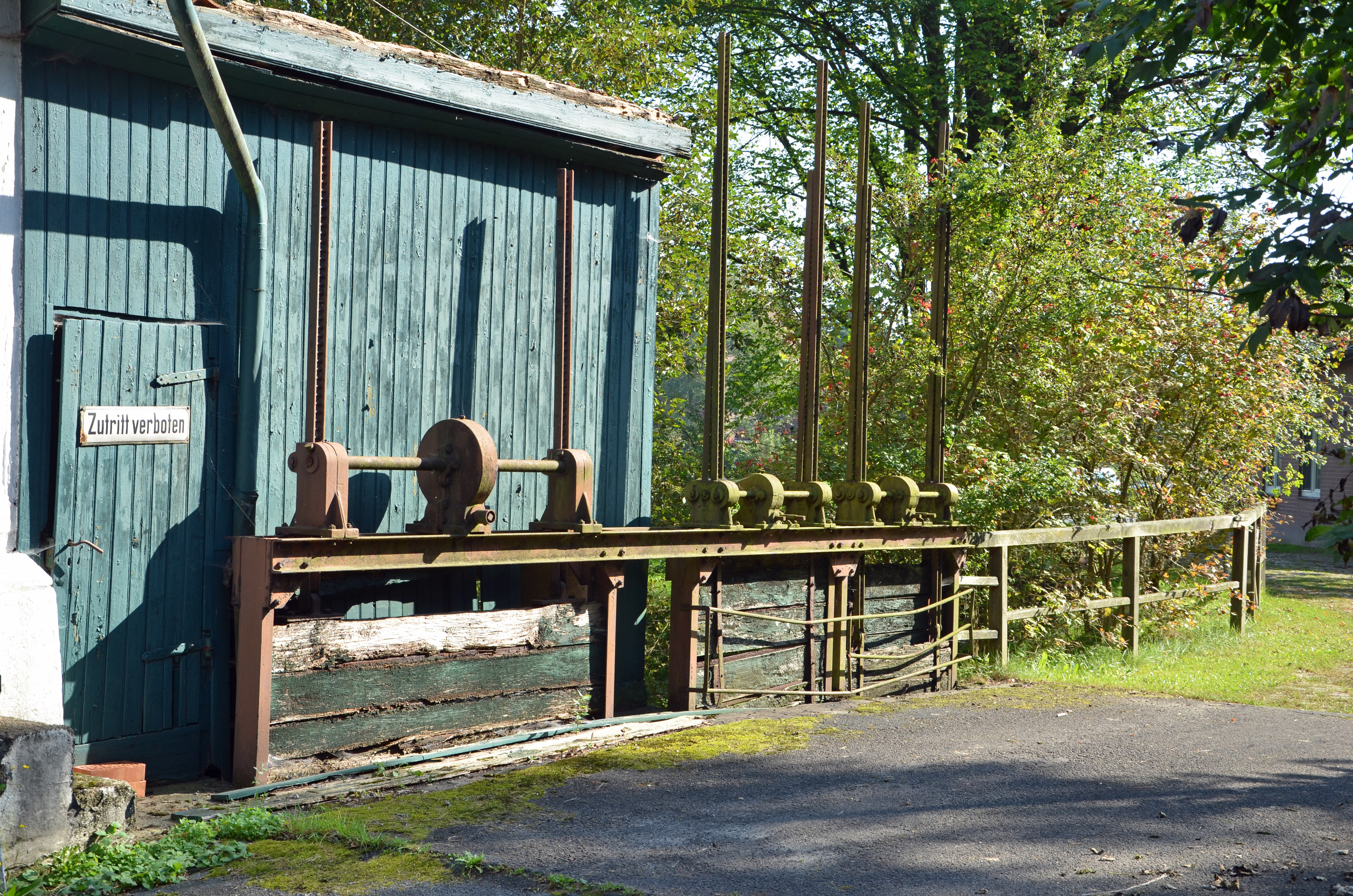
Stauwehr, 2011